# Покровский, Михаил Михайлович (патологоанатом)
Михаил Михайлович Покровский (27 октября (8 ноября) 1863, Санкт-Петербург — 20 мая 1921, Нижний Новгород) — врач-патологоанатом, статский советник (1903), ординарный профессор на кафедре патологической анатомии и патологической гистологии Томского университета; заведовал кафедрой до 1919; заведующий кафедрой общей патологии, относившейся к медицинскому факультету Нижегородского университета, с 1920 года по 1921 год.

## Биография
Михаил Покровский родился 27 октября (8 ноября) 1863 года в Санкт-Петербурге в семье чиновника, преподавателя истории и географии Второй Санкт-Петербургской шестиклассной прогимназии, статского советника Михаила Арсеньевича Покровского (1835 (?) — 1877 (?)). В 1888 году Михаил получил высшее образование — он окончил Военно-медицинскую академию, получив диплом и степень лекаря. Затем около десятилетия он работал в Императорском Московском университете, где в 1898 году получил звание приват-доцента, состоя в патолого-анатомическом институте. Опубликовал работу «Об окраске упругих волокон в легком» в журнале «Медицинское обозрение» за 1894 год. Через восемь лет года, в 1902, перешёл на позицию прозектора в Санкт-Петербургский женский медицинский институт: в столице Российской империи проработал следующие шесть лет, став статским советником и кавалером ордена Святой Анны (III степени). В тот период он также защитил докторскую диссертацию.
В 1908 году Михаил Покровский был избран экстраординарным профессором на кафедре патологической анатомии и патологической гистологии, являвшейся частью Императорского Томского университета; три года спустя, в 1911, получил пост ординарного профессора на той же кафедре. В период Первой мировой войны и Октябрьской революции, до 1919 года, заведовал томской кафедрой. Читал студентам курс по патологической анатомии, а также — по гистологии и эмбриологии. По данным ТГУ, Покровский «приложил немало усилий для оборудования кафедры и патолого-анатомического музея, которые с 1907 года размещались в здании Новоанатомического корпуса». Среди прочего, при его поддержке и содействии для кафедры были приобретены семнадцать шкафов-витрин, используемых в ВУЗе по сей день; кроме того он участвовал в приобретении проекционных аппаратов и в создании коллекции диапозитивов, необходимых преподавателям для иллюстрации курсов по всем разделам как общей, так и частной патологической анатомии.
В 1916 году Покровским был опубликован учебник «Начала патологии: Общая патологи»; среди его учеников были будущие профессора Виктор Павлович Миролюбов (1870—1947), В. К. Мясников и Петр Михайлович Нагорский, заведовавший кафедрой судебной медицины Томского медицинского института в период с 1949 по 1962 год. Кроме того, Покровский принимал активное участие в общественно-политической жизни города: так в революционном, 1917, году он стал кавалером ордена Святого Станислава (II степени) и «гласным» Томска — был избран в состав Томской городской думы, баллотируясь по списку партии эсеров.
В конце Гражданской войны, в 1920 году, Покровский переехал в Нижний Новгород, где в период с 17 марта 1920 года по 20 мая 1921 года состоял профессором по кафедре общей патологии, относившейся к медицинскому факультету Нижегородского университета. Скончался в Нижнем Новгороде 20 мая 1921 года.

## Работы
Михаил Покровский является автором нескольких научных работ (журнальных статей и монографий) по вопросам патологической анатомии:
- Об окраске упругих волокон в легком // Медицинское обозрение. 1894. Т.42. № 13. С. 67—70.
- Руководство ко вскрытию трупов для начинающих. 2-е изд. Томск, 1910;
- Что представляют собой болезненные явления // Русский врач. 1911. № 51;
- К технике вскрытия трупов // Известия Императорского Томского университета. 1911. Кн. 46;
- Начала патологии: Общая патология. Томск, 1916.

## Награды
- Орден Святого Станислава II степени (1917);
- Орден Святой Анны III степени (1905);
- Орден Святого Станислава III степени;
- Серебряная медаль в память царствования Императора Александра III;
- Светло-бронзовая медаль в память 300-летия царствования Дома Романовых.

## Семья
В студенческие годы Михаил Михайлович вступил в брак с Ольгой Константиновной (в девичестве — Кибикова, 1856—1929 (?)); бракосочетание состоялось в петербургской церкви Святого Архистратига Михаила в 1886 году. Второй брак с Августой Александровной Покровской.

## Архивные источники
- Государственный архив Томской области (ГАТО). Ф. 102. Оп. 12. Д. 101;
- Музей Нижегородской Государственной медицинской академии;
- ГКУ Центральный архив Нижегородской области. ф. Р-377, оп. 2, д. 942, л. 1-26.